# Sandnäset Golf
Sandnäset Golf (tidigare Krokoms GK) är en golfklubb i Dvärsätt, Krokoms kommun, Jämtland.
Banan har 13 hål och är i huvudsak en skogsbana.

## Historia
Krokoms GK grundades 1999. Marken såldes till klubben av Krokoms kommun och bygget av 9 hål inleddes. 2002 stod banan spelklar, belägen mellan E14 i öster och Storsjöns utloppsvik i väster. 2006 påbörjades arbetet med att utöka banan till en 13-håls bana. Samtidigt med utökningen byggdes en ny driving range på östra sidan om E14 med en gångbro över vägen. Dessa stod klar under sommaren 2009.

## Mer än en golfklubb
För att finansiera utbyggnaden sålde Krokoms GK sjönära mark i förmån till ett bostadsområde. I samband med detta såldes även klubbhuset.